# Куб Рупрехта Пфальцького

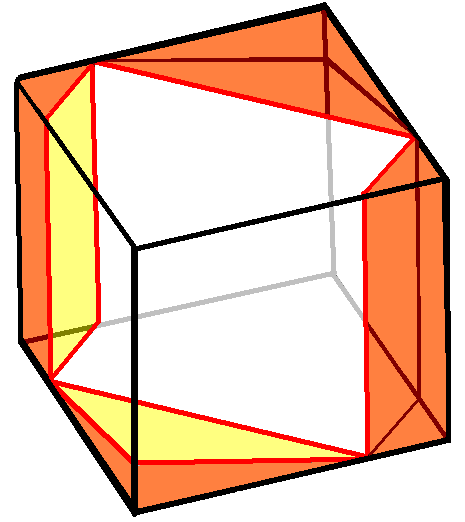
Куб з прорізаною в ньому дірою, через яку може пройти куб Рупрехта Пфальцького

У геометрії, Куб Рупрехта Пфальцького або куб принца Руперта (англ. Prince Rupert's cube, названий на честь Рупрехта Пфальцького), — це найбільший куб, який може пройти через отвір, вирізаний в одиничному кубі, тобто через куб, чиї сторони мають розмір  1. Сторони такого кубу приблизно на 6% довші, ніж сторони одиничного кубу, через які він проходить. Проблема пошуку найбільшого квадрату, що повністю розташований всередині одиничного кубу, тісно з цим пов'язана та має те саме рішення.

## Рішення
Якщо дві точки розташувати на двох дотичних ребрах одиничного кубу, кожна на відстані 3/4 від кута, в якому дотикаються ці два ребра, то відстань між цими двома точками буде
{\displaystyle {\frac {3{\sqrt {2}}}{4}}\approx 1.0606601.}
Ці дві точки, разом із двома точками, розташованими симетрично на протилежній стороні (грані) куба, формують чотири сторони квадрату, що повністю розташований всередині одиничного кубу. Якщо цей квадрат поширити в обидві сторони перпендикулярно до його площини, він формує діру, через яку може пройти куб, більший ніж первинний (розміром сторони до {\displaystyle {\tfrac {3{\sqrt {2}}}{4}}}).
Частини кубу, що утворюються після вирізання діри, утворюють дві трикутні призми та два неправильних чотиригранники, пов'язаних тонкими містками у чотирьох вершинах квадрату.
Кожна призма має дві з шістьох вершин на двох поряд розташованих вершинах кубу та чотири вершини — вздовж ребер кубу на відстані 1/4 від цих вершин кубу. Кожен чотирикутник має таке розташування своїх чотирьох вершин: одна — вершина кубу, дві — на відстані 3/4 на дотичних до цієї вершини куба ребрах та одна — на відстані 3/16 від вершини кубу на третьому дотичному ребрі куба.

## Історія
Куб Рупрехта Пфальцького названий на честь Рупрехта Пфальцького. Відповідно до історії, розказаної 1693 року англійським математиком Джоном Валлісом, принц Рупрехт посперечався, що у кубі можна вирізати достатньо велику діру, щоб через неї можна було протягнути куб такого самого розміру. Валліс довів, що така діра насправді можлива (з певними помилками, які були виправлені набагато пізніше), і принц Рупрехт виграв свою суперечку.
Валліс припустив, що така діра буде паралельною просторовій діагоналі куба. Проєкція куба на площину, перпендикулярна цій діагоналі, є правильним шестикутником, а найбільшу діру, паралельну діагоналі, можна отримати, намалювавши найбільший квадрат, який можна вписати в цей шестикутник. Підрахунок розміру такого квадрату показує, що куб з довжиною ребра
{\displaystyle {\sqrt {6}}-{\sqrt {2}}\approx 1.03527},
трохи більшою за одиницю, може пройти через діру.
Приблизно за 100 років голландський математик Пітер Ньюланд вирахував, що краще рішення (насправді, оптимальне рішення) може бути отримане при прорізанні діри під іншим кутом, ніж просторова діагональ. Ньюланд помер в 1794 році (лише через рік після того, як став професором Лейденського університету), однак його рішення було опубліковано після його смерті в 1816 році його наставником, Яном Генрі ван Свінденом.
З того часу проблема наводилась у багатьох книжках з рекреаційної математики, деколи з рішенням Валліса замість оптимального рішення.

## Моделі
Побудова фізичної моделі куба принца Руперта досить важка через вимоги до акуратності та точності вимірів та тонкі містки між залишковими частинами одиничного кубу після вирізання діри; через це проблему часто називали «математично можлива, практично — ні». Однак у публікації дослідження проблеми в 1950 році Д. Дж. І. Шрек навів фотографії моделі куба, що проходить через діру в іншому кубі.
Мартін Рейнсфорд розробив шаблон для будівництва паперових моделей куба, через який проходить інший куб; для врахування неточностей конструювання з паперу та щоб не порвати папір у тонких з'єднаннях прорізаного куба, діра у моделі десь на 2% більша, ніж куб, який через неї проходить.

## Узагальнення
Куб — не єдина фігура, яка може пройти через діру вирізану в своїй копії; те саме справджується і для правильних чотиригранника та октаедра.
Інший варіант для формулювання тої самої проблеми — це спитати про найбільший квадрат, що лежить всередині одиничного куба. Більш узагальнено, Jerrard та Wetzel, (2004) показують, як знайти найбільший прямокутник заданого співвідношення сторін, що лежить всередині одиничного куба. Як вони демонструють, оптимальний прямокутник завжди має перетинати центр куба, з вершинами на гранях куба. На основі цього, в залежності від заданого співвідношення сторін, цей оптимальний прямокутник повинен лежати або у площині, що діагонально перетинає чотири вершини куба, або має формуватися рівнобедреним прямокутним трикутником в одній вершині куба та двома протилежними точками, як у випадку з кубом принца Руперта. Якщо співвідношення сторін не задане, то найбільша площа прямокутника, вписаного в куб, буде в прямокутника, що має два протилежні ребра куба як дві сторони та дві протилежні площинні діагоналі як ще дві сторони.
Альтернативно, можна попросити вирахувати найбільший {\displaystyle m}-вимірний гіперкуб, який можна намалювати всередині {\displaystyle n}-вимірного одиничного гіперкуба. Відповідь завжди буде алгебраїчним числом. Наприклад, проблема для {\displaystyle (m,n)=(3,4)} запитує про найбільший куб всередині чотиривимірного гіперкуба. Після того, як Мартін Гарднер поставив це запитання в Scientific American, Кей Р. Печенік ДеВіччі та ще декілька дописувачів продемонстрували, що для випадку (3,4) відповіддю є квадратний корінь меншого з справжніх коренів полінома {\displaystyle 4x^{4}-28x^{3}-7x^{2}+16x+16}, що становить приблизно 1.007435. Для {\displaystyle m=2}, оптимальна довжина сторони найбільшого квадрату в {\displaystyle n}-вимірному гіперкубі дорівнює або {\displaystyle {\sqrt {n/2}}}, або {\displaystyle {\sqrt {n/2-3/8}}}, в залежності від того чи є {\displaystyle n} кратним або не-кратним відповідно.